# Psilops seductus
Psilops seductus — вид ящірок родини гімнофтальмових (Gymnophthalmidae). Ендемік Бразилії. Описаний у 2017 році.

## Поширення і екологія
Psilops seductus відомі з типової місцевості, розташованої в муніципалітеті Жаборанді в штаті Баїя, на кордоні зі штатми Мінас-Жерайс і Гояс. Вони живуть в саванах серрадо та на соснових і евкаліптових плантаціях.